# Église Notre-Dame-de-l'Assomption de Forges-les-Bains
Ne doit pas être confondu avec Église Notre-Dame des Forges.
Pour les articles homonymes, voir Église Notre-Dame.
L’église Notre-Dame-de-l’Assomption ou de l’Assomption-de-la-Très-Sainte-Vierge, ou simplement église Notre-Dame, est un édifice religieux catholique situé à Forges-les-Bains, en France.

## Situation et accès
L’édifice est situé dans un encerclement de la rue de l’Église et la rue du Jeu-de-Paume, au centre de Forges-les-Bains. Plus largement, il se trouve dans le département de l’Essonne, en région Île-de-France.

## Histoire

### Fondation
Une première église (voire plusieurs), probablement en bois, date du XIe siècle. Après la peste noire et la guerre de Cent Ans, l’église est en grande partie reconstruite au XIVe siècle.

### Rénovation
À la fin des années 2010, des travaux estimés à 300 000 euros sont nécessaires : la Mairie en subventionne une partie. L’association des Amis de l’église de Forges-les-Bains réunit également 70 000 euros parmi lesquels 20 000 grâce à un mécénat du Crédit agricole (le chèque ayant été remis le 16 avril 2019),.
En janvier 2021 ou un peu avant, les services techniques procèdent aux dernières interventions pour la rénovation : ils installent notamment des coffres afin de cacher les câbles des bancs chauffants. Parallèlement, dans le clocher est installée une antenne par chacun des opérateurs pour leur réseau.

## Mobilier
L’église renferme notamment une statue du XIVe siècle représentant la Vierge à l'Enfant, inscrite au titre objet des monuments historiques depuis le 4 juillet 1903,.